# Дерманско-Острожский национальный природный парк
Де́рманско-Остро́жский национальный природный парк (укр.  Дермансько-Острозький національний природний парк) — природоохранная территория, национальный природный парк на Украине. Расположен на территории Ровненского района Ровенской области.
Парк расположен в узкой, восточной, части Малого Полесья — Острожской долине. Охватывает территорию поймы реки Збитинка, протекающей между живописными холмами Мизоцкого кряжа и Кременецкими горами. Парк расположен на пересечении границ различных физико-географических областей. Здесь узкая полоса полесских ландшафтов дна речной долины окружена видами, характерными для лесостепной зоны в пределах двух возвышенностей — Волынской и Подольской. Незначительное количество населённых пунктов, обусловило богатство растительного и животного мира парка. Здесь растет 47 видов растений и встречается 19 видов животных, занесённых в Красную книгу Украины.
Благодаря своему расположению и разнообразию ландшафтов, Дерманско-Острожский национальный природный парк является настоящим украшением южной части Ровненской области.

## История
Природный парк создан 11 декабря 2009 года согласно Указу Президента Украины Виктора Ющенко с целью сохранения ценных природных территорий и историко-культурных объектов. Территория национального природного парка «Дерманско-Острожский» согласована в установленном порядке, включено 5448,3 га земель государственной собственности, а именно: 1647,6 га земель, которые предоставляются (в том числе с изъятием у землепользователей) национальному природному парку в постоянное пользование, и 3800,7 га земель, которые включаются в его состав без изъятия.

## Процесс создания
Согласно указу президента Кабинет министров Украины должен:
1. обеспечить:
  1. решение вопроса относительно образования администрации национального природного парка «Дерманско-Острожский» и обеспечение её функционирования;
  2. утверждение в шестимесячный срок в установленном порядке Положения о национальном природном парке «Дерманско-Острожский»;
  3. подготовку в течение 2010—2011 годов материалов и решения в соответствии с законодательством вопросов относительно изъятия и предоставления в постоянное пользование национальному природному парку «Дерманско-Острожский» 1647,6 гектара земель, а также разработку проекта землеустройства по отводу земельных участков и проекта землеустройства по организации и установлению границ территории национального природного парка, получения государственных актов на право постоянного пользования земельными участками;
  4. разработку в течение 2010—2012 годов и утверждение в установленном порядке Проекта организации территории национального природного парка «Дерманско-Острожский», охраны, воссоздания и рекреационного использования его природных комплексов и объектов;
  5. подготовку в 2010—2012 годах материалов по расширению территории национального природного парка «Дерманско-Острожский» по научному обоснованию;
2. предусматривать во время доработки проекта Закона Украины «О Государственном бюджете Украины на 2010 год» и подготовки проектов законов о Государственном бюджете Украины на следующие годы средства, необходимые для функционирования национального природного парка «Дерманско-Острожский».